# 伊藤拓巳
伊藤 拓巳（いとう たくみ、1990年1月20日 - ）は、トップイーストリーグDiv.1BIG BLUESに所属するラグビー選手。

## プロフィール
- 東京都出身。
- ポジションはウィング(WTB)。
- 身長 180cm、体重 88kg
- 7人制日本代表に選ばれたことがある[1]。
- U20日本代表に選ばれたことがある[2]。

## 略歴
中学校からラグビーを始めた。
2008年、国学院久我山高校卒業後、帝京大学に入る。なお国学院久我山高校時代、高校日本代表に選ばれた。
2012年、帝京大学卒業後、NTTコミュニケーションズシャイニングアークスに加入。また帝京大学時代の同級生に大出憲司、權正赫、小山田岳、辻井健太、滑川剛人、白隆尚、南橋直哉、森田佳寿、吉田康平らがいる。
2015年、日本IBMビッグブルーに加入。同年9月13日に行われたトップイーストリーグ第1節の三菱重工相模原ダイナボアーズ戦に途中出場で公式戦初出場を果たす。